# Legame peptidico
Il legame peptidico (o giunto peptidico) è il legame chimico responsabile dell'unione degli amminoacidi e della conseguente formazione di peptidi e proteine. Si tratta di un legame di tipo covalente.

## Sintesi
Quando due amminoacidi formano un dipeptide attraverso un legame peptidico, il tipo di reazione è di condensazione. In questo tipo di condensazione, due amminoacidi si avvicinano l'un l'altro, con la parte di acido carbossilico della catena non laterale (C1) di uno che si avvicina all'ammino gruppo della catena non-laterale (N2) dell'altro. Uno perde un atomo d’idrogeno ed uno di ossigeno dal suo gruppo carbossilico (COOH) e l'altro invece perde un atomo di idrogeno dal suo gruppo amminico (NH2). Questa reazione produce una molecola di acqua (H2O) e due amminoacidi uniti da un legame peptidico (-CO-NH-). L’amminoacido risultante, frutto dell’unione dei due attraverso la reazione di condensazione, viene per l’appunto chiamato dipeptide.
Il legame ammidico viene sintetizzato quando il gruppo carbossilico di una molecola di amminoacido reagisce con il gruppo amminico dell'altra molecola di amminoacido, provocando il rilascio di una molecola di acqua (H2O), quindi il processo è una reazione di sintesi di disidratazione.
La formazione del legame peptidico consuma energia, che, negli organismi, è derivata dall'ATP. I peptidi e le proteine sono catene di amminoacidi tenuti insieme da legami peptidici (e talvolta da alcuni legami isopeptidici). Gli organismi usano gli enzimi per produrre peptidi nonribosomali, e ribosomi per produrre proteine attraverso reazioni che differiscono nei dettagli dalla sintesi di disidratazione. 
Alcuni peptidi, come l'alfa-amanitina, sono chiamati peptidi ribosomali poiché sono prodotti sui ribosomi, ma molti sono peptidi nonribosomali in quanto sono sintetizzati da enzimi specializzati piuttosto che da ribosomi. Ad esempio, il tripeptide glutatione viene sintetizzato in due passaggi da aminoacidi liberi, da due enzimi: glutammato-cisteina ligasi (forma un legame isopeptidico, che non è un legame peptidico) e glutatione sintetasi (forma un legame peptidico).

## Struttura

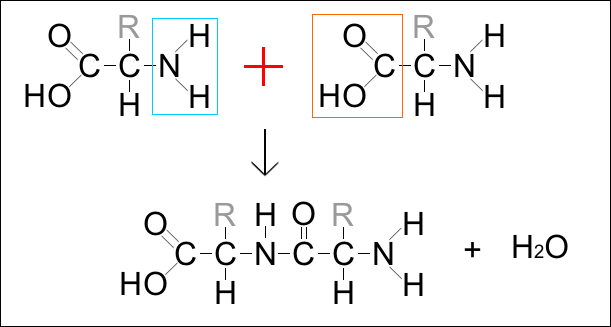
Formazione di un dipeptide da due amminoacidi

Il legame peptidico si genera nel momento in cui, tramite una reazione di condensazione (ovvero l'unione di due strutture molecolari con la perdita di una molecola di H2O), la parte acida di un amminoacido (il gruppo funzionale carbossilico -COOH) si unisce con quella basica di un altro amminoacido (il gruppo funzionale amminico -NH2). Quando ciò avviene, uno degli idrogeni (H+) legati all'azoto si separa e si unisce al gruppo OH- legato al carbonio formando una molecola d'acqua e permettendo a C e ad N di unirsi con un legame detto appunto peptidico.
Siccome un dipeptide (ovvero una molecola che possiede un solo legame peptidico tra due amminoacidi) comprende ancora nella sua molecola sia un gruppo amminico che uno carbossilico, esso può nuovamente allungarsi in seguito ad altre condensazioni dando luogo ad un polipeptide. Per convenzione, questo viene detto "proteina" quando il numero di residui di amminoacidi legati supera 20 o 30, a seconda delle fonti.
Il legame peptidico non è un legame singolo perché i legami C-N e C=O sono rappresentazioni approssimate dell'effettiva struttura reale. Il legame C-N è un legame di ordine intermedio (1,32 Å) fra singolo (1,49 Å) e doppio (1,27 Å), pertanto non è possibile una rotazione libera attorno ad esso; tuttavia ciò non vale per i restanti legami, il cui movimento libero garantisce la formazione di conformazioni steriche caratteristiche. Tale legame risulta, inoltre, essere planare e particolarmente forte in virtù di una delocalizzazione della carica fra gli atomi di carbonio e azoto.
Si noti che nella condensazione tra C ed N terminale, a differenza di come mostrato in figura, l'idrogeno legato all'azoto e l'ossigeno del gruppo C=O si pongono in posizione trans rispetto al legame C-N (e non in posizione cis come mostrato nell'illustrazione). Questo determina la conformazione spaziale della molecola appena formata.

## Idrolisi del legame peptidico
L'idrolisi enzimatica è la reazione più semplice per rompere un legame covalente peptidico. Essa consiste nella reazione inversa alla condensazione: con l'aggiunta di acqua e l'azione di un enzima si passa dai prodotti ai reagenti, quindi, nel caso di un dipeptide, ai due amminoacidi separati. Questa reazione è sfruttata nell'apparato digerente in cui esistono, a più livelli, numerosi enzimi proteolitici (pepsina, chimotripsina, tripsina, ecc.) per tramutare le proteine ingerite con l'alimentazione negli amminoacidi che vengono quindi assorbiti dalle cellule epiteliali intestinali prima di essere trasferiti nel circolo sanguigno per le necessità dell'organismo.